# Elitettan
Elitettan er den næsthøjeste svenske fodboldserie for kvinder. Den er umiddelbart under Damallsvenskan.

## Klubber i 2019
| Klub               | By         | Arena                  | Kapacitet |
| ------------------ | ---------- | ---------------------- | --------- |
| AIK                | Stockholm  | Skytteholms IP         | 5.000     |
| Asarums IF FK      | Asarum     | Asarums IF             | 2.500     |
| Assi IF            | Risögrund  | Billerud Korsnäs Arena | 1.500     |
| Borgeby FK         | Bjarred    | Borgeby IP             | 1.000     |
| IF Brommapojkarna  | Stockholm  | Grimsta IP             | 7.350     |
| Hammarby IF        | Stockholm  | Hammarby IP            | 3.700     |
| IFK Kalmar         | Kalmar     | Grondal                | 12.182    |
| Kvarnsvedens IK    | Borlange   | Ljungbergsplanen       | 1.010     |
| Lidköpings FK      | Lidköpings | Framnas IP             | 2.500     |
| Mallbackens IF     | Lysvik     | Strandvallen           | 2.000     |
| Morön BK           | Skelleftea | Skogsvallen IP         | 1.500     |
| Sundvalls          | Sundvall   | NP3 Arena              | 8.034     |
| Umeå IK            | Umeå       | T3 Arena               | 10.000    |
| IK Uppsala Fotboll | Uppsala    | Lötens IP              | 3.500     |

IK Uppsala var tidligere kendt som IK Sirius Fotboll

## Oprykkede hold
| Sæson | Mestre                | Toere              |
| ----- | --------------------- | ------------------ |
| 2013  | Eskilstuna United DFF | AIK                |
| 2014  | Mallbackens IF        | Hammarby IF        |
| 2015  | Kvarnsvedens IK       | Djurgårdens IF     |
| 2016  | IF Limhamn Bunkeflo   | Hammarby IF        |
| 2017  | Växjö DFF             | IFK Kalmar         |
| 2018  | Kungsbacka            | KIF Örebro         |
| 2019  | Umeå IK               | IK Uppsala Fotboll |
| 2020  | [[]]                  | [[]]               |
| 2021  | [[]]                  | [[]]               |
| 2022  | Växjö DFF             |                    |